# Expansões de Magic: The Gathering
Este artigo fala sobre as expansões lançadas para o jogo de jogo de cartas colecionáveis Magic: The Gathering. A Wizards of the Coast lançou as cartas de Magic em sets básicos e em sets de expansão.

## Padrões de sets
O atual padrão para sets básicos é a quantidade de 350 cartas, sempre contendo cartas que já foram lançadas em expansões anteriores. Cada três expansões formam um bloco, contando uma história, com a primeira delas contendo 350 cartas, completada por duas adicionais de 143-167 cartas. Cada bloco traz novas cartas, ou relança cartas já existentes, e novas mecânicas de jogo. Somente a primeira expansão de um bloco adiciona terrenos básicos com arte própria, assim as duas expansões complentares nunca têm decks de cartas aleatórias.
A diferença que se faz entre os sets básicos e os de expansão é o grau de dificuldade que as cartas proporcionam. Sets básicos sempre são de grau avançado, enquanto os de expansão sempre são de grau expert. Nos sets básicos você nunca encontra cartas de lendas e cartas com habilidades que só existem em uma expansão, como a habilidade de recuperar que só existe no bloco de Tempestade ou Ninjutsu que só existe no bloco Kamigawa. Isso acontece porque os sets básicos não têm uma história como acontece com as expansões. As cartas dos sets básicos que serão relançadas são escolhidas com base nos torneios T2, de acordo com o equilíbrio das cartas desejado para os torneios.
A partir da expansão "Alianças" os desenvolvedores passaram a usar codinomes para as expansões durante o desenvolvimento das cartas (citado entre parênteses ao lado do nome de cada expansão). Veja aqui o artigo

## Política de Lançamento
Em Junho de 1996 a política de lançamento das cartas passou a ser a de lançar a expansão inicial de um novo bloco em Outubro, com as expansões complementares saindo em Fevereiro e Junho do ano seguinte. A cada dois anos um novo set básico é lançado.

## No Brasil
Magic só chegou ao Brasil a partir de Quarta Edição, é por isso que as primeira edições e expansões de Magic não têm as cartas encontradas em português.
Os Sets Básicos ou Coleções Básicas, são conjuntos de cartas que são lançadas uma vez por ano, geralmente entre o mês de Abril e Julho. Esses sets são a base de cartas para o próximo ano de Magic. Cada set tem uma quantidade de cartas específica, porém a média é de aproximadamente 250 cartas por set, nos últimos anos, desde a versão M10, cada set básico têm 249 cartas, sendo 101 comuns, 60 incomuns, 53 raras, 15 raras míticas e 20 terrenos básicos.
| Set                    | Símbolo do Set                               | Código do Set | Data de Pré-Lançamento | Data de Lançamento  | Tamanho         | Tamanho      | Tamanho      | Tamanho      | Tamanho       | Tamanho          | Tamanho       |
| Set                    | Símbolo do Set                               | Código do Set | Data de Pré-Lançamento | Data de Lançamento  | Total de cartas | Comuns       | Incomuns     | Raras        | Raras Míticas | Terrenos Básicos | Outras Cartas |
| ---------------------- | -------------------------------------------- | ------------- | ---------------------- | ------------------- | --------------- | ------------ | ------------ | ------------ | ------------- | ---------------- | ------------- |
| Limited Edition Alpha  | Nenhum                                       | LEA           | Nenhum                 | 5 de Agosto de 1993 | 295             | 74           | 95           | 116          | —             | 10               | —             |
|                        |                                              |               |                        |                     |                 |              |              |              |               |                  |               |
| Limited Edition Beta   | Nenhum                                       | LEB           | Nenhum                 | Outubro de 1993     | 302             | 75           | 95           | 117          | —             | 15               | —             |
| Unlimited              | Nenhum                                       | 2ED           | Nenhum                 | Dezembro de 1993    | 302             | 75           | 95           | 117          | —             | 15               | —             |
| Revised Edition        | Nenhum                                       | 3ED           | Nenhum                 | Abril de 1994       | 306             | 75           | 95           | 121          | —             | 15               | —             |
| Quarta Edição          | O número 4 em romano                         | 4ED           | Nenhum                 | Abril de 1995       | 378             | 121          | 121          | 121          | —             | 15               | —             |
| Quinta Edição          | O número 5 em romano                         | 5ED           | Nenhum                 | 24 de Março de 1997 | 449             | 165          | 132          | 132          | —             | 20               | —             |
| Classic (Sexta Edição) | O número 6 em romano                         | 6ED           | Nenhum                 | 28 de Abril de 1999 | 350             | 110          | 110          | 110          | —             | 20               | —             |
| Sétima Edição          | O número 7 serifado                          | 7ED           | Nenhum                 | 11 de Abril de 2001 | 350             | 110          | 110          | 110          | —             | 20               | —             |
| Oitava Edição          | O número 8 sobreposto por 3 cartas           | 8ED           | Nenhum                 | 28 de Julho de 2003 | 357             | 110          | 110          | 110          | —             | 20               | 7             |
| Nona Edição            | O número 9 sobreposto por 3 cartas           | 9ED           | Nenhum                 | 29 de Julho de 2005 | 359             | 110          | 110          | 110          | —             | 20               | 9             |
| Décima Edição          | O número 10 em romano                        | 10E           | Nenhum                 | 14 de Julho de 2007 | 383             | 121          | 121          | 121          | —             | 20               | —             |
| Magic 2010             | "M10"                                        | M10           | Nenhum                 | 17 de Julho de 2009 | 249             | 101          | 60           | 53           | 15            | 20               | —             |
| Magic 2011             | "M11"                                        | M11           | 10 de Julho de 2010    | 16 de Julho de 2010 | 249             | 101          | 60           | 53           | 15            | 20               | —             |
| Magic 2012             | "M12"                                        | M12           | 9 de Julho de 2011     | 15 de Julho de 2011 | 249             | 101          | 60           | 53           | 15            | 20               | —             |
| Magic 2013             | "M13"                                        | M13           | 7 de Julho de 2012     | 13 de Julho de 2012 | 249             | 101          | 60           | 53           | 15            | 20               | —             |
| Magic 2014             | "M14"                                        | M14           | 13 de Julho de 2013    | 19 de Julho de 2013 | 249             | 101          | 60           | 53           | 15            | 20               | —             |
| Magic 2015             | "M15"                                        | M15           | 12 de Julho de 2014    | 18 de Julho de 2014 | 269             | 101          | 80           | 53           | 15            | 20               | 15            |
| Magic Origens          | Símbolo de Planeswalker rompendo o horizonte | ORI           | 11 de Julho de 2015    | 17 de Julho de 2015 | 272             | 101          | 80           | 55           | 16            | 20               | 15            |
| Magic 2019             | "M19"                                        | M19           | 7 de Julho de 2018     | 13 de Julho de 2018 | 280             | 111          | 80           | 53           | 16            | 20               | —             |
| Magic 2020             | "M20"                                        | M20           | não revelado           | não revelado        | não revelado    | não revelado | não revelado | não revelado | não revelado  | não revelado     | não revelado  |

## Conjuntos de Expansões
| Set (Português)                                        | Set (Inglês)                                           | Símbolo da Expansão                                                                       | Código da Expansão           | Codinome de Desenvolvimento        | Data de pré-lançamento         | Data de lançamento        | Tamanho        | Tamanho      | Tamanho      | Tamanho      | Tamanho       | Tamanho          | Tamanho      |
| Set (Português)                                        | Set (Inglês)                                           | Símbolo da Expansão                                                                       | Código da Expansão           | Codinome de Desenvolvimento        | Data de pré-lançamento         | Data de lançamento        | Total de Cards | Comuns       | Incomuns     | Raras        | Raras Míticas | Terrenos Básicos | Outras       |
| ------------------------------------------------------ | ------------------------------------------------------ | ----------------------------------------------------------------------------------------- | ---------------------------- | ---------------------------------- | ------------------------------ | ------------------------- | -------------- | ------------ | ------------ | ------------ | ------------- | ---------------- | ------------ |
| -                                                      | Arabian Nights                                         | Uma cimitarra                                                                             | ARN                          | Arabian Nights                     | nenhum                         | Dezembro de 1993          | 92[V]          | 41           | 19           | 32           | —             | —                | —            |
| -                                                      | Antiquities                                            | Uma bigorna                                                                               | ATQ                          | Antiquities                        | nenhum                         | Março de 1994             | 100[VI]        | 30           | 44           | 26           | —             | —                | —            |
| -                                                      | Legends                                                | O topo de uma coluna Doric                                                                | LEG                          | Legends                            | nenhum                         | Junho de 1994             | 310            | 75           | 114          | 121          | —             | —                | —            |
| -                                                      | The Dark                                               | Uma lua crescente fina                                                                    | DRK                          | The Dark                           | nenhum                         | Agosto de 1994            | 119            | 40           | 44           | 35           | —             | —                | —            |
| -                                                      | Fallen Empires                                         | Uma coroa                                                                                 | FEM                          | Fallen Empires                     | nenhum                         | Novembro de 1994          | 187[VII]       | 121          | 30           | 36           | —             | —                | —            |
| Terras Natais                                          | Homelands[IX]                                          | O globo de Ulgrotha                                                                       | HML                          | Homelands                          | 14 de Outubro de 1995[VII]     | Outubro de 1995           | 140[X]         | 71           | 27           | 42           | —             | —                | —            |
| Ciclo/Bloco Ice Age                                    |                                                        |                                                                                           |                              |                                    |                                |                           |                |              |              |              |               |                  |              |
| Era Glacial                                            | Ice Age                                                | Um floco de neve                                                                          | ICE                          | Ice Age                            | nenhum[VII]                    | Junho de 1995             | 383            | 121          | 121          | 121          | —             | 20               | —            |
| Alianças                                               | Alliances                                              | Uma bandeira balançando                                                                   | ALL                          | Quack                              | 18 de Maio de 1996             | Junho de 10, 1996         | 199[XI]        | 110          | 43           | 46           | —             | —                | —            |
| Frente Fria                                            | Coldsnap[IX]                                           | Um trio de estalactite                                                                    | CSP                          | Splat                              | 8 de Julho de 2006             | 21 de Julho de 2006       | 155            | 60           | 55           | 40           | —             | —                | —            |
| Ciclo/Bloco Mirage                                     |                                                        |                                                                                           |                              |                                    |                                |                           |                |              |              |              |               |                  |              |
| Miragem                                                | Mirage                                                 | Uma palmeira                                                                              | MIR                          | Sosumi/Menagerie                   | 21 de Setembro de 1996         | 7 de Oututbro de 1996     | 350            | 110          | 110          | 110          | —             | 20               | —            |
| Visões                                                 | Visions                                                | Triângulo da Guerra Zhalfiriana / "V" estilizado                                          | VIS                          | Mirage Jr.                         | 11 de Janeiro de 1997          | 3 de Fevereiro de 1997    | 167            | 62           | 55           | 50           | —             | —                | —            |
| Alísios                                                | Weatherlight                                           | O Thran Tome, um livro aberto                                                             | WTH                          | Mochalatte                         | 31 de Maio de 1997             | 9 de Junho de 1997        | 167            | 62           | 55           | 50           | —             | —                | —            |
| Ciclo Rath ou Bloco Tempestade                         |                                                        |                                                                                           |                              |                                    |                                |                           |                |              |              |              |               |                  |              |
| Tempestade                                             | Tempest                                                | Uma nuvem com raio                                                                        | TMP                          | Bogavhati                          | 4 de Outubro de 1997           | 13 de Outubro de 1997     | 350            | 110          | 110          | 110          | —             | 20               | —            |
| Fortaleza                                              | Stronghold                                             | Uma ponte levadiça                                                                        | STH                          | Rachimulot                         | 21 de Fevereiro de 1998        | 2 de Março de 1998        | 143            | 55           | 44           | 44           | —             | —                | —            |
| Êxodo                                                  | Exodus                                                 | Uma ponte                                                                                 | EXO                          | Gorgonzola                         | 6 de Junho de 1998             | 15 de Junho de 1998       | 143            | 55           | 44           | 44           | —             | —                | —            |
| Ciclo Artefatos ou Bloco Urza                          |                                                        |                                                                                           |                              |                                    |                                |                           |                |              |              |              |               |                  |              |
| A Saga de Urza                                         | Urza's Saga                                            | Duas engrenagens                                                                          | USG                          | Armadillo                          | 3 de Outubro de 1998           | 12 de Outubro de 1998     | 350            | 110          | 110          | 110          | —             | 20               | —            |
| O Legado de Urza                                       | Urza's Legacy                                          | Um martelo                                                                                | ULG                          | Guacamole                          | 6 de Fevereiro de 1999         | 15 de Fevereiro de 1999   | 143            | 55           | 44           | 44           | —             | —                | —            |
| O Destino de Urza                                      | Urza's Destiny                                         | Uma garrafa de Erlenmeyer                                                                 | UDS                          | Chimichanga                        | 29 de Maio de 1999             | 7 de Junho de 1999        | 143            | 55           | 44           | 44           | —             | —                | —            |
| Ciclo Masquerade ou Bloco Masques                      |                                                        |                                                                                           |                              |                                    |                                |                           |                |              |              |              |               |                  |              |
| Máscaras de Mercádia                                   | Mercadian Masques                                      | Uma máscara de dominó                                                                     | MMQ                          | Archimedes                         | 25 de Setembro de 1999         | 4 de Outubro de 1999      | 350            | 110          | 110          | 110          | —             | 20               | —            |
| Nêmesis                                                | Nemesis                                                | Uma alabarda cravado exercido por Crovax                                                  | NMS                          | Euripides                          | 5 de Fevereiro de 2000         | 14 de Fevereiro de 2000   | 143            | 55           | 44           | 44           | —             | —                | —            |
| Profecia                                               | Prophecy                                               | Três cristais                                                                             | PCY                          | Dionysus                           | 27 de Maio de 2000             | 5 de Junho de 2000        | 143            | 55           | 44           | 44           | —             | —                | —            |
| Ciclo/Bloco Invasion                                   |                                                        |                                                                                           |                              |                                    |                                |                           |                |              |              |              |               |                  |              |
| Invasão                                                | Invasion                                               | O símbolo da Coalizão[XII]                                                                | INV                          | Beijing                            | 23 de Setembro de 2000         | 2 de Outubro de 2000      | 350            | 110          | 110          | 110          | —             | 20               | —            |
| Conjunção                                              | Planeshift                                             | Um portal de roda                                                                         | PLS                          | Hong Kong                          | 27 de Janeiro de 2001          | 5 de Fevereiro de 2001    | 143            | 55           | 44           | 44           | —             | —                | —            |
| Apocalipse                                             | Apocalypse                                             | A máscara de Yawgmoth                                                                     | APC                          | Shanghai                           | 26 de Maio de 2001             | 4 de Junho de 2001        | 143            | 55           | 44           | 44           | —             | —                | —            |
| Ciclo/Bloco Odyssey                                    |                                                        |                                                                                           |                              |                                    |                                |                           |                |              |              |              |               |                  |              |
| Odisséia                                               | Odyssey                                                | O Mirari em um carrinho trançado                                                          | ODY                          | Argon                              | 22 de Setembro de 2001         | 1 de Outubro de 2001      | 350            | 110          | 110          | 110          | —             | 20               | —            |
| Tormento                                               | Torment                                                | Um ouroboros                                                                              | TOR                          | Boron                              | 26 de Janeiro de 2002          | 4 de Fevereiro de 2002    | 143            | 55           | 44           | 44           | —             | —                | —            |
| Julgamento                                             | Judgment                                               | Uma escala de equilíbrio                                                                  | JUD                          | Carbon                             | 18 de Maio de 2002             | 27 de Maio de 2002        | 143            | 55           | 44           | 44           | —             | —                | —            |
| Ciclo/Bloco Investida                                  |                                                        |                                                                                           |                              |                                    |                                |                           |                |              |              |              |               |                  |              |
| Investida                                              | Onslaught                                              | Uma criatura de quatro patas "metamorfose"[XIII]                                          | ONS                          | Manny                              | 28 de Setembro de 2002         | 7 de Outubro de 2002      | 350            | 110          | 110          | 110          | —             | 20               | —            |
| Legiões                                                | Legions                                                | Duas lanças cruzadas atrás de um escudo                                                   | LGN                          | Moe                                | 25 de Janeiro de 2003          | 3 de Fevereiro de 2003    | 145            | 55           | 45           | 45           | —             | —                | —            |
| Flagelo                                                | Scourge                                                | Uma máscara de dragão                                                                     | SCG                          | Jack                               | 17 de Maio de 2003             | 26 de Maio de 2003        | 143            | 55           | 44           | 44           | —             | —                | —            |
| Ciclo/Bloco Mirrodin                                   |                                                        |                                                                                           |                              |                                    |                                |                           |                |              |              |              |               |                  |              |
| Mirrodin                                               | Mirrodin                                               | A Espada de Kaldra                                                                        | MRD                          | Bacon                              | 20 de Setembro de 2003         | 3 de Outubro de 2003      | 306            | 110          | 88           | 88           | —             | 20               | —            |
| Darksteel                                              | Darksteel                                              | O Escudo de Kaldra                                                                        | DST                          | Lettuce                            | 24 de Janeiro de 2004          | 6 de Fevereiro de 2004    | 165            | 55           | 55           | 55           | —             | —                | —            |
| A Quinta Aurora                                        | Fifth Dawn                                             | O Elmo de Kaldra                                                                          | 5DN                          | Tomato                             | 22 de Maio de 2004             | 4 de Junho de 2004        | 165            | 55           | 55           | 55           | —             | —                | —            |
| Ciclo/Bloco Kamigawa                                   |                                                        |                                                                                           |                              |                                    |                                |                           |                |              |              |              |               |                  |              |
| Campeões de Kamigawa                                   | Champions of Kamigawa                                  | Um portão torii                                                                           | CHK                          | Earth                              | 18 de Setembro de 2004         | 1 de Outubro fr 2004      | 306            | 110          | 88[XIV]      | 88           | —             | 20               | —            |
| Traídores de Kamigawa                                  | Betrayers of Kamigawa                                  | Um shuriken                                                                               | BOK                          | Wind                               | 22 de Janeiro de 2005          | 4 de Fevereiro de 2005    | 165            | 55           | 55           | 55           | —             | —                | —            |
| Salvadores de Kamigawa                                 | Saviors of Kamigawa                                    | Uma lanterna de estilo japonês                                                            | SOK                          | Fire                               | 21 de Maio de 2005             | 3 de Junho de 2005        | 165            | 55           | 55           | 55           | —             | —                | —            |
| Ciclo/Bloco Ravnica                                    |                                                        |                                                                                           |                              |                                    |                                |                           |                |              |              |              |               |                  |              |
| Ravnica: Cidade das Guildas                            | Ravnica: City of Guilds                                | Uma torre da igreja de estilo gótico                                                      | RAV                          | Control                            | 24 de Setembro de 2005         | 7 de Outubro de 2005      | 306            | 110          | 88           | 88           | —             | 20               | —            |
| Pacto das Guildas                                      | Guildpact                                              | O selo do Pacto das Guildas                                                               | GPT                          | Alt                                | 21 de Janeiro de 2006          | 3 de Fevereiro de 2006    | 165            | 55           | 55           | 55           | —             | —                | —            |
| Insurreição                                            | Dissension                                             | O selo quebrado do Pacto das Guildas                                                      | DIS                          | Delete                             | 22 de Abril de 2006            | 5 de Maio de 2006         | 180            | 60           | 60           | 60           | —             | —                | —            |
| Ciclo/Bloco Time Spiral                                |                                                        |                                                                                           |                              |                                    |                                |                           |                |              |              |              |               |                  |              |
| Espiral Temporal                                       | Time Spiral                                            | Uma ampulheta                                                                             | TSP/TSB                      | Snap                               | 23 de Setembro de 2006         | 6 de Outubro de 2006      | 422[XV]        | 121          | 80           | 80           | —             | 20               | 121          |
| Caos Planar                                            | Planar Chaos                                           | Ampulheta inclinado / planos fundidos / letras estilizadas "PC" / fita Möbius             | PLC                          | Crackle                            | 20 de Janeiro de 2007          | 2 de Fevereiro de 2007    | 165[XV]        | 60           | 55           | 50           | —             | —                | —            |
| Visão do Futuro                                        | Future Sight                                           | um olho que olha através de uma fenda no portal                                           | FUT                          | Pop                                | 21 de Abril de 2007            | 4 de Maio de 2007         | 180[XV]        | 60           | 60           | 60           | —             | —                | —            |
| Ciclo/Bloco Lorwyn                                     |                                                        |                                                                                           |                              |                                    |                                |                           |                |              |              |              |               |                  |              |
| Lorwyn                                                 | Lorwyn                                                 | "Lâmina de folha" élfica, com uma borda serrilhada                                        | LRW                          | Peanut                             | 29 de Setembro de 2007         | 12 de Outubro de 2007     | 301            | 121          | 80           | 80           | —             | 20               | —            |
| Alvorecer                                              | Morningtide                                            | Nascer do sol / Uma chama                                                                 | MOR                          | Butter                             | 19 de Janeiro de 2008          | 1 de Fevereiro de 2008    | 150            | 60           | 40           | 50           | —             | —                | —            |
| Ciclo/Bloco Shadowmoor                                 |                                                        |                                                                                           |                              |                                    |                                |                           |                |              |              |              |               |                  |              |
| Pântano Sombrio                                        | Shadowmoor                                             | Coroa do Rei Ceifador                                                                     | SHM                          | Jelly                              | 19 de Abril de 2008            | 2 de Maio de 2008         | 301            | 121          | 80           | 80           | —             | 20               | —            |
| Entardecer                                             | Eventide                                               | Sol eclipsado                                                                             | EVE                          | Doughnut                           | 12 de Julho de 2008            | 25 de Julho de 2008       | 180            | 60           | 60           | 60           | —             | —                | —            |
| Ciclo/Bloco Alara                                      |                                                        |                                                                                           |                              |                                    |                                |                           |                |              |              |              |               |                  |              |
| Fragmentos de Alara                                    | Shards of Alara                                        | 5-part gem                                                                                | ALA                          | Rock                               | 27 de Setembro de 2008         | 3 de Outubro de 2008      | 249            | 101          | 60           | 53           | 15            | 20               | —            |
| Confluência                                            | Conflux                                                | 5-shard shield                                                                            | CON                          | Paper                              | 31 de Janeiro de 2009          | 6 de Fevereiro de 2009    | 145            | 60           | 40           | 35           | 10            | —                | —            |
| Alara Reunida                                          | Alara Reborn                                           | 5-branched gem                                                                            | ARB                          | Scissors                           | 25 de Abril de 2009            | 30 de Abril de 2009       | 145            | 60           | 40           | 35           | 10            | —                | —            |
| Ciclo/Bloco Zendikar                                   |                                                        |                                                                                           |                              |                                    |                                |                           |                |              |              |              |               |                  |              |
| Zendikar                                               | Zendikar                                               | Um Hedron                                                                                 | ZEN                          | Live                               | 26 de Setembro de 2009         | 2 de Outubro de 2009      | 249            | 101          | 60           | 53           | 15            | 20               | —            |
| Despertar do Mundo                                     | Worldwake                                              | Um Hedron abrindo                                                                         | WWK                          | Long                               | 30 de Janeiro de 2010          | 5 de Fevereiro de 2010    | 145            | 60           | 40           | 35           | 10            | —                | —            |
| Ascensão dos Eldrazi                                   | Rise of the Eldrazi                                    | Um Hedron aberto                                                                          | ROE                          | Prosper                            | 17 de Abril de 2010            | 23 de Abril de 2010       | 248            | 100          | 60           | 53           | 15            | 20               | —            |
| Ciclo/Bloco Scars of Mirrodin                          |                                                        |                                                                                           |                              |                                    |                                |                           |                |              |              |              |               |                  |              |
| Cicatrizes de Mirrodin                                 | Scars of Mirrodin                                      | Uma hexaplaca ciculoada com um hexágono menor cortado                                     | SOM                          | Lights                             | 25 de Setembro de 2010         | 1 de Outubro de 2010      | 249            | 101          | 60           | 53           | 15            | 20               | —            |
| Mirrodin Sitiada                                       | Mirrodin Besieged                                      | Símbolos de Mirran e Phyrexian combinados                                                 | MBS                          | Camera                             | 29 de Janeiro de 2011          | 4 de Fevereiro de 2011    | 155            | 60           | 40           | 35           | 10            | 10               | —            |
| Nova Phyrexia                                          | New Phyrexia                                           | A carta Phi, o símbolo de Phyrexia                                                        | NPH                          | Action                             | 7 de Maio de 2011              | 13 de Maio de 2011        | 175            | 60           | 60           | 35           | 10            | 10               | —            |
| Ciclo/Bloco Innistrad                                  |                                                        |                                                                                           |                              |                                    |                                |                           |                |              |              |              |               |                  |              |
| Innistrad                                              | Innistrad                                              | Duas garças-reais estilizadas                                                             | ISD                          | Shake                              | 24 de Setembro de 2011         | 30 de Setembro de 2011    | 264[XXVII]     | 107          | 67           | 59           | 16            | 15               | —            |
| Ascensão das Trevas                                    | Dark Ascension                                         | Símbolo de Innistrad voltada para dentro                                                  | DKA                          | Rattle                             | 28 de Janeiro de 2012          | 3 de Fevereiro de 2012    | 158[XXVII]     | 64           | 44           | 38           | 12            | —                | —            |
| Avacyn Restaurada                                      | Avacyn Restored                                        | O colar de Avacyn                                                                         | AVR                          | Roll                               | 28 de Abril de 2012            | 4 de Maio de 2012         | 244            | 101          | 60           | 53           | 15            | 15               | —            |
| Ciclo/Bloco Return to Ravnica                          |                                                        |                                                                                           |                              |                                    |                                |                           |                |              |              |              |               |                  |              |
| Retorno à Ravnica                                      | Return to Ravnica                                      | Símbolo das cinco alianças neste conjunto (se assemelha a uma ponta de caneta)            | RTR                          | Hook                               | 29 de Setembro de 2012         | 5 de Outubro de 2012      | 274            | 101          | 80           | 53           | 15            | 25               | —            |
| Portões Violados                                       | Gatecrash                                              | Um arco agudo (simboliza os outros cinco alianças que aparecem neste conjunto)            | GTC                          | Line                               | 26 de Janeiro de 2013          | 1 de Fevereiro de 2013    | 249            | 101          | 80           | 53           | 15            | —                | —            |
| Labririnto do Dragão                                   | Dragon's Maze                                          | Símbolos de Retorno à Ravnica e Gatecrash combinadas                                      | DGM                          | Sinker                             | 27 de Abril de 2013            | 3 de Maio de 2013         | 156[XXVIII]    | 70           | 40           | 35           | 11            | —                | —            |
| Ciclo/Bloco Theros                                     |                                                        |                                                                                           |                              |                                    |                                |                           |                |              |              |              |               |                  |              |
| Theros                                                 | Theros                                                 | Coluna e arcos                                                                            | THS                          | Friends                            | 21 de Setembro de 2013         | 27 de Setembro de 2013    | 249            | 101          | 60           | 53           | 15            | 20               | —            |
| Nascidos dos Deuses                                    | Born of the Gods                                       | Chifres de Xenagos                                                                        | BNG                          | Romans                             | 1 de Fevereiro de 2014         | 7 de Fevereiro de 2014    | 165            | 60           | 60           | 35           | 10            | —                | —            |
| Jornada pra Nyx                                        | Journey into Nyx                                       | Chifres de Xenagos e uma coluna                                                           | JOU                          | Countrymen                         | 26 de Abril de 2014            | 2 de Maio de 2014         | 165            | 60           | 60           | 35           | 10            | —                | —            |
| Ciclo/Bloco Khans of Tarkir                            |                                                        |                                                                                           |                              |                                    |                                |                           |                |              |              |              |               |                  |              |
| Khans de Tarkir                                        | Khans of Tarkir                                        | Duas cimitarras cruzadas na frente de um escudo                                           | KTK                          | Huey                               | 20 de Setembro de 2014         | 26 de Setembro de 2014    | 269            | 101          | 80           | 53           | 15            | 20               | —            |
| Destino Reescrito                                      | Fate Reforged                                          | Duas presas espelhados                                                                    | FRF                          | Dewey                              | 17 de Janeiro de 2015          | 23 de Janeiro de 2015     | 185[XXIX]      | 70           | 60           | 35           | 10            | 10               | —            |
| Dragões de Tarkir                                      | Dragons of Tarkir                                      | Um escudo na forma de uma cara de dragão (quase idêntica ao esboço para o símbolo de KTK) | DTK                          | Louie                              | 21 de Março de 2015            | 27 de Março de 2015       | 264            | 101          | 80           | 53           | 15            | 15               | —            |
| Ciclo/Bloco Battle for Zendikar                        |                                                        |                                                                                           |                              |                                    |                                |                           |                |              |              |              |               |                  |              |
| Batalha por Zendikar                                   | Battle for Zendikar                                    | Um Hedron com um friso em "Z"                                                             | BFZ                          | Blood                              | 26 de Setembro de 2015         | 2 de Outubro de 2015      | 274            | 101          | 80           | 53           | 15            | 25               | 25[XXX]      |
| Juramento das Sentinelas                               | Oath of the Gatewatch                                  | Projeções da lâmina Kozilek                                                               | OGW                          | Sweat                              | 16 de Janeiro de 2016          | 22 de Janeiro de 2016     | 184            | 70           | 60           | 42           | 12            | —                | 20[XXX]      |
|                                                        | Zendikar Expeditions                                   | Um hédron com base                                                                        | EXP                          | N/A                                | N/A                            | 2 de Outubro de 2015      | 45             | —            | —            | —            | 45            | —                | —            |
| Ciclo/Bloco Shadows over Innistrad                     |                                                        |                                                                                           |                              |                                    |                                |                           |                |              |              |              |               |                  |              |
| Sombras em Innistrad                                   | Shadows over Innistrad                                 | O colar de Avacyn deformado (neste caso, de cabeça para baixo)                            | SOI                          | Tears                              | 2 de Abril de 2016             | 8 de Abril de 2016        | 297[XXXI]      | 105          | 100          | 59           | 18            | 15               | —            |
| Lua Arcana                                             | Eldritch Moon                                          | Silhueta do Emrakul                                                                       | EMN                          | Fears                              | 16 de Julho de 2016            | 22 de Julho de 2016       | 205            | 74           | 70           | 47           | 14            | —                | —            |
| Ciclo/Bloco Kaladesh                                   |                                                        |                                                                                           |                              |                                    |                                |                           |                |              |              |              |               |                  |              |
| Kaladesh                                               | Kaladesh                                               | Éter em rotação                                                                           | KLD                          | Lock                               | 24 de Setembro de 2016         | 30 de Setembro de 2016    | 264            | 101          | 80           | 53           | 15            | 15               | —            |
| Revolta do Éter                                        | Aether Revolt                                          | Éter vazando                                                                              | AER                          | Stock                              | 14 de Janeiro de 2017          | 20 de Janeiro de 2017     | 184            | 70           | 60           | 42           | 12            | —                | —            |
|                                                        | Kaladesh Inventions                                    | Coluna estilizada ou letra π                                                              | MPS                          | N/A                                | N/A                            | 30 de Setembro de 2016    | 54             | —            | —            | —            | 54            | —                | —            |
| Ciclo/Bloco Amonkhet                                   |                                                        |                                                                                           |                              |                                    |                                |                           |                |              |              |              |               |                  |              |
| Amonkhet                                               | Amonkhet                                               | Uma pirâmide com o topo flutuante                                                         | AKH                          | Barrel                             | 22 de Abril de 2017            | 28 de Abril de 2017       | 269            | 101          | 80           | 53           | 15            | 20               | —            |
| Hora da Devastação                                     | Hour of Devastation                                    | Chifres do Nicol Bolas                                                                    | HOU                          | Laughs                             | 8 de Julho de 2017             | 14 de Julho de 2017       | 199            | 70           | 60           | 42           | 12            | 15               | —            |
|                                                        | Amonkhet Invocations                                   | Forma da cabeça de Nicol Bolas                                                            | MPS                          | N/A                                | N/A                            | 28 de Abril de 2017       | 54             | —            | —            | —            | 54            | —                | —            |
| Ciclo/Bloco Ixalan                                     |                                                        |                                                                                           |                              |                                    |                                |                           |                |              |              |              |               |                  |              |
| Ixalan                                                 | Ixalan                                                 | Rosa-dos-Ventos                                                                           | XLN                          | Ham                                | 23 de Setembro de 2017         | 29 de Setembro de 2017    | 279            | 101          | 80           | 63           | 15            | 20               | —            |
| Rivais de Ixalan                                       | Rivals of Ixalan                                       | Rosa-dos Ventos pela metade ou Sol Nascente                                               | RIX                          | Eggs                               | 13 de Janeiro de 2018          | 19 de Janeiro de 2018     | 196            | 70           | 60           | 48           | 13            | 5                | —            |
| Sets sem Ciclo/Bloco                                   |                                                        |                                                                                           |                              |                                    |                                |                           |                |              |              |              |               |                  |              |
| Dominária                                              | Dominaria                                              | Escudo de Benália                                                                         | DOM                          | Soup                               | 21 de Abril de 2018            | 27 de Abril de 2018       | 269            | 101          | 80           | 53           | 15            | 20               | —            |
| Guildas de Ravnica                                     | Guilds of Ravnica                                      | Paisagem da cidade ou uma coroa com cinco elementos                                       | GRN                          | Spaghetti                          | 29 de Setembro de 2018         | 5 de Setembro de 2018     | 259            | 111          | 80           | 53           | 15            | —                | —            |
| Alianças em Ravnica                                    | Ravnica Allegiance                                     | Paisagem da cidade invertida ou uma coroa com cinco elementos invertida                   | RNA                          | Meatballs                          | 19 de Janeiro de 2019          | 25 de Janeiro de 2019     | 259            | 111          | 80           | 53           | 15            | —                | —            |
| A Guerra da Centelha                                   | War of the Spark                                       | Símbolo dos Planeswalkers com os chifres do Nicol Bolas                                   | WAR                          | Milk                               | 27 de Abril de 2019            | 03 de Maio de 2019        | 264            | 101          | 80           | 53           | 15            | 15               | —            |
| Trono de Eldraine                                      | Throne of Eldraine                                     | Espada com asas de fadinas                                                                | ELD                          | Archery                            | 28 de Setembro de 2019         | 04 de Outubro de 2019     | 269            | 101          | 80           | 53           | 15            | 20               | —            |
| Theros: Além da Morte                                  | Theros: Beyond Death                                   | Máscara do retornado                                                                      | THB (reveledo por vazamento) | Baseball                           | 17 de Janeiro de 2020          | 24 de Janeiro 2020        | 254            | 101          | 80           | 53           | 15            | 5                | —            |
| Ikoria: Terra de Colossos                              | Ikoria: Lair of Behemoths                              | Olho ou folha                                                                             | IKO                          | Cricket                            | 17 de Abril de 2020            | 15 de Maio de 2020        | 274            | 111          | 80           | 53           | 16            | 15               | —            |
| Renascer de Zendikar                                   | Zendikar Rising                                        | Hedron e um X                                                                             | ZNR                          | Diving                             | 18 de Setembro de 2020         | 25 de Setembro de 2020    | 280            | 101          | 80           | 64           | 20            | 15               | —            |
| Kaldheim                                               | Kaldheim                                               | Um machado ou um elmo                                                                     | KHM                          | Equestrian                         | 29 de Janeiro de 2021          | 5 de Fevereiro de 2021    | 285            | 111          | 80           | 64           | 20            | 15               | -            |
| Strixhaven: Escola de Magos                            | Strixhaven: School of Mages                            | Um pássaro                                                                                | STX                          | Fencing                            | 16 de Abril de 2021            | 23 de Abril de 2021       | 275            | 105          | 80           | 69           | 21            | 10               |              |
| Dungeons & Dragons: Adventures in the Forgotten Realms | Dungeons & Dragons: Adventures in the Forgotten Realms | Uma cabeça de dragão                                                                      | AFR                          | Zebra (Substitui a Coleção Básica) | De 16 a 22 de Julho de 2021    | 23 de Julho de 2021       | 281            | 101          | 80           | 60           | 20            | 20               |              |
| Innistrad: Caçada à Meia-noite                         | Innistrad: Midnight Hunt                               | Lobo uivando para a lua                                                                   | MID                          | Golf                               | De 17 a 23 de Setembro de 2021 | 24 de Setembro de 2021    | 277            | 101          | 83           | 64           | 20            | 10               |              |
| Innistrad: Voto Carmesim                               | Innistrad: Crimson Vow                                 | Morcego estilizado                                                                        | VOW                          | Clubs                              | De 12 a 18 de Novembro de 2021 | 19 de Novembro de 2021    | 277            | 101          | 83           | 64           | 20            | 10               |              |
| Kamigawa: Dinastia Neon                                | Kamigawa: Neon Destiny                                 | Nascer do Sol por detrás de uma montanha                                                  | NEO                          | Hockey                             | De 11 a 17 de Janeiro de 2022  | 18 de Janeiro de 2022     | 302            | 119          | 87           | 58           | 18            | 20               |              |
| Ruas de Nova Capenna                                   | Streets of New Capenna                                 |                                                                                           | SNC                          | Ice Skating                        | Segundo trimestre de 2022      | Segundo trimestre de 2022 | 281            | 99           | 81           | 62           | 19            | 20               |              |
| Dominária Unida                                        | Dominaria: United                                      | Escudo de Benália restaurado                                                              | DMU                          | Judo                               | 2 de Setembro de 2022          | 9 de Setembro de 2022     | 281            | 101          | 80           | 60           | 20            | 20               |              |
| Não revelado                                           | The Brothers' War                                      | Não revelado                                                                              | BRO                          | Kayaking                           | De 11 a 17 de Novembro de 2022 | 18 de Novembro de 2022    | Não revelado   | Não revelado | Não revelado | Não revelado | Não revelado  | Não revelado     | Não revelado |

## Sets ilegais para torneios sancionados pelaDCI
O Set Astral contém 12 cartas virtuais presentes apenas no jogo de vídeo Magic the Gathering Shandalar da Microprose (1997).

Os infames Un-sets são uma autoparódia da Wizards of the Coast. Como o Magic the Gathering é um fenómeno cultural à escala mundial, era inevitável que surgissem comparações e piadas noutras mídias. Os Un-Sets são uma brincadeira da produtora em que o jogo de cartas é ridicularizado de forma hilariante. Nada é poupado--monstros e criaturas lendárias, desenhadores, directores de arte, os próprios chefes da DCI --Duelists Convocation International, o organismo encarregado de supervisionar a criação de novas cartas, estabelecer as regras dos vários jogos de cartas da Wizards of the Coast, organizar e arbitrar torneios, etc, e que mudou de nome em 2008, passando a chamar-se WPN (Wizards Play Network)--passando ainda por cartas raras e/ou muito famosas como Black Lotus (a carta mais rara e valiosa de sempre), City of Brass, ou Birds of Paradise, que têm versões absurdas (mas reconhecíveis). A própria estrutura e design das cartas é posta a ridículo--As criaturas saltam das margens da caixa ilustrativa, roubam, destroem ou brincam com caracteres do nome ou do texto da carta, há muitas cartas com o texto riscado, censurado, ou emendado com caneta de feltro ou marcador, há cartas com um texto explicativo enorme--em resposta ás críticas ao facto das cartas muitas vezes terem um texto explicativo extenso--cujos efeitos muitas vezes simplesmente se anulam ou resultam num loop; há criaturas com o nome ou o desenho tão grandes que não cabem na carta; o uso de dados de 6 faces e o pagamento dos custos de execução dos efeitos ou da activação de magias são também parodiados (o cúmulo do ridículo é a introdução dos Meios-Terrenos, ou o uso de medições absurdas, como palmos, o número dos sapatos, a idade, ou rasgar uma carta em pedaços, atirá-los ao ar, e ver onde caiu cada pedaço, ou ainda realizar tarefas de difícil execução, como jogar uma carta sem que o adversário se aperceba dela, dizer sempre algo num determinado momento sem se esquecer, continuar o jogo com um livro equilibrado na cabeça, etc), e jogadores famosos na comunidade têm também a sua cartinha de homenagem, sobretudo Richard Garriot, o criador do MTG, que nunca é esquecido. 
Certos temas ou arquétipos vão surgindo nos Un-sets, tendo depois referências recorrentes em posteriores edições, como as referências a galináceos, burros, esquilos, coelhinhos, ovelhas, porcos, peluches, ou amêijoas (clams) termo também associado ao verbo to clam (fixar, prender, fechar-se) que se presta a todo o tipo de trocadilhos, desde os parêntesis que envolvem o texto explicativo das cartas, à existência de censura, etc, até escavadoras). É também recorrente a referência ao pedra-papel-tesoura, a presença de réguas de escala no desenho ou pelo meio do texto das cartas, pacotes de leite, a existência de criaturas cortadas ao meio e combinadas com outras metadas com resultados bizarros, ou cartas que parecem desenhadas por uma criança de 5 anos. 
Apesar da dificuldade em manter os standards de demência dos dois primeiros Unsets, Unglued e Unhinged (o Unstable deixou algo a desejar), o Unsanstioned recupera o velho espírito dos originais, com o humor bizarro das ilustrações, algumas surprezas, e a reedição de alguns clássicos.    
| Set                               | Expansion symbol                                                                                      | Expansion code | Pre-release date       | Release date            | Size                                     | Size                                     | Size                                     | Size                                     | Size                                     | Size                                     | Size                                     |
| Set                               | Expansion symbol                                                                                      | Expansion code | Pre-release date       | Release date            | Total Cards                              | Common                                   | Uncommon                                 | Rare                                     | Mythic Rare                              | Basic Land                               | Other                                    |
| --------------------------------- | --- | -------------- | ---------------------- | ----------------------- | ---------------------------------------- | ---------------------------------------- | ---------------------------------------- | ---------------------------------------- | ---------------------------------------- | ---------------------------------------- | ---------------------------------------- |
| Collector's Edition               | Sem símbolo                                                                                           | CED            | nenhum                 | Dezembro de 1993        | 363                                      | 75                                       | 95                                       | 117                                      | —                                        | 76                                       | —                                        |
| International Collector's Edition | Sem símbolo                                                                                           | CED            | nenhum                 | Dezembro de 1993        | 363                                      | 75                                       | 95                                       | 117                                      | —                                        | 76                                       | —                                        |
| Astral                            | estrela com rastro                                                                                    | nenhum         | nenhum                 | Abril de 1997           | 12                                       | —                                        | —                                        | —                                        | —                                        | —                                        | —                                        |
| Un-sets                           | |                |                        |                         |                                          |                                          |                                          |                                          |                                          |                                          |                                          |
| Unglued                           | Um ovo quebrado                                                                                       | UGL            | 7 de Agosto de 1998    | 17 de Agosto de 1998    | 88                                       | 33                                       | 22                                       | 28                                       | —                                        | 5                                        | —                                        |
| Unhinged                          | Uma ferradura                                                                                         | UNH            | 20 de Novembro de 2004 | 19 de Novembro de 2004  | 141                                      | 55                                       | 40                                       | 40                                       | —                                        | 5                                        | 1                                        |
| Unstable                          | Uma chave inglesa                                                                                     | UST            | não revelado           | 8 de Dezembro de 2017   | 268                                      | 102                                      | 90                                       | 61                                       | 15                                       | 5                                        | —                                        |
| Unsanctioned                      | Uma ferradura a sair de uma casca de ovo, com duas chaves inglesas cruzadas a passarem pelo meio dela | UND            | não revelado           | 26 de Fevereiro de 2020 | 96                                       | 30                                       | 22                                       | 30                                       | 4                                        | 10                                       |                                          |
| Unfinity                          | Um átomo                                                                                              | UNF            | não revelado           | 7 de Outubro de 2022    |                                          |                                          |                                          |                                          |                                          |                                          |                                          |
| World Championship Decks          | |                |                        |                         |                                          |                                          |                                          |                                          |                                          |                                          |                                          |
| World Championship Decks 1999     | Sem símbolo específico                                                                                | nenhum         | nenhum                 | 1999                    | Quatro decks pré-construídos de 60 cards | Quatro decks pré-construídos de 60 cards | Quatro decks pré-construídos de 60 cards | Quatro decks pré-construídos de 60 cards | Quatro decks pré-construídos de 60 cards | Quatro decks pré-construídos de 60 cards | Quatro decks pré-construídos de 60 cards |
| World Championship Decks 2000     | Sem símbolo específico                                                                                | nenhum         | nenhum                 | 2000                    | Quatro decks pré-construídos de 60 cards | Quatro decks pré-construídos de 60 cards | Quatro decks pré-construídos de 60 cards | Quatro decks pré-construídos de 60 cards | Quatro decks pré-construídos de 60 cards | Quatro decks pré-construídos de 60 cards | Quatro decks pré-construídos de 60 cards |
| World Championship Decks 2001     | Sem símbolo específico                                                                                | nenhum         | nenhum                 | 2001                    | Quatro decks pré-construídos de 60 cards | Quatro decks pré-construídos de 60 cards | Quatro decks pré-construídos de 60 cards | Quatro decks pré-construídos de 60 cards | Quatro decks pré-construídos de 60 cards | Quatro decks pré-construídos de 60 cards | Quatro decks pré-construídos de 60 cards |
| World Championship Decks 2002     | Sem símbolo específico                                                                                | nenhum         | nenhum                 | 2002                    | Quatro decks pré-construídos de 60 cards | Quatro decks pré-construídos de 60 cards | Quatro decks pré-construídos de 60 cards | Quatro decks pré-construídos de 60 cards | Quatro decks pré-construídos de 60 cards | Quatro decks pré-construídos de 60 cards | Quatro decks pré-construídos de 60 cards |
| World Championship Decks 2003     | Sem símbolo específico                                                                                | nenhum         | nenhum                 | 2003                    | Quatro decks pré-construídos de 60 cards | Quatro decks pré-construídos de 60 cards | Quatro decks pré-construídos de 60 cards | Quatro decks pré-construídos de 60 cards | Quatro decks pré-construídos de 60 cards | Quatro decks pré-construídos de 60 cards | Quatro decks pré-construídos de 60 cards |
| World Championship Decks 2004     | Sem símbolo específico                                                                                | nenhum         | nenhum                 | 2004                    | Quatro decks pré-construídos de 60 cards | Quatro decks pré-construídos de 60 cards | Quatro decks pré-construídos de 60 cards | Quatro decks pré-construídos de 60 cards | Quatro decks pré-construídos de 60 cards | Quatro decks pré-construídos de 60 cards | Quatro decks pré-construídos de 60 cards |